# Указ про форму державного правління
Указ про форму державного правління (яп. 政体書, せいたいしょ, сейтай-сьо) – закон в Японії, що визначав організаційну структуру Імператорського уряду на початку реставрації Мейдзі. Проголошений 11 червня 1868 року. Набув чинності 17 червня того ж року. 

## Короткі відомості

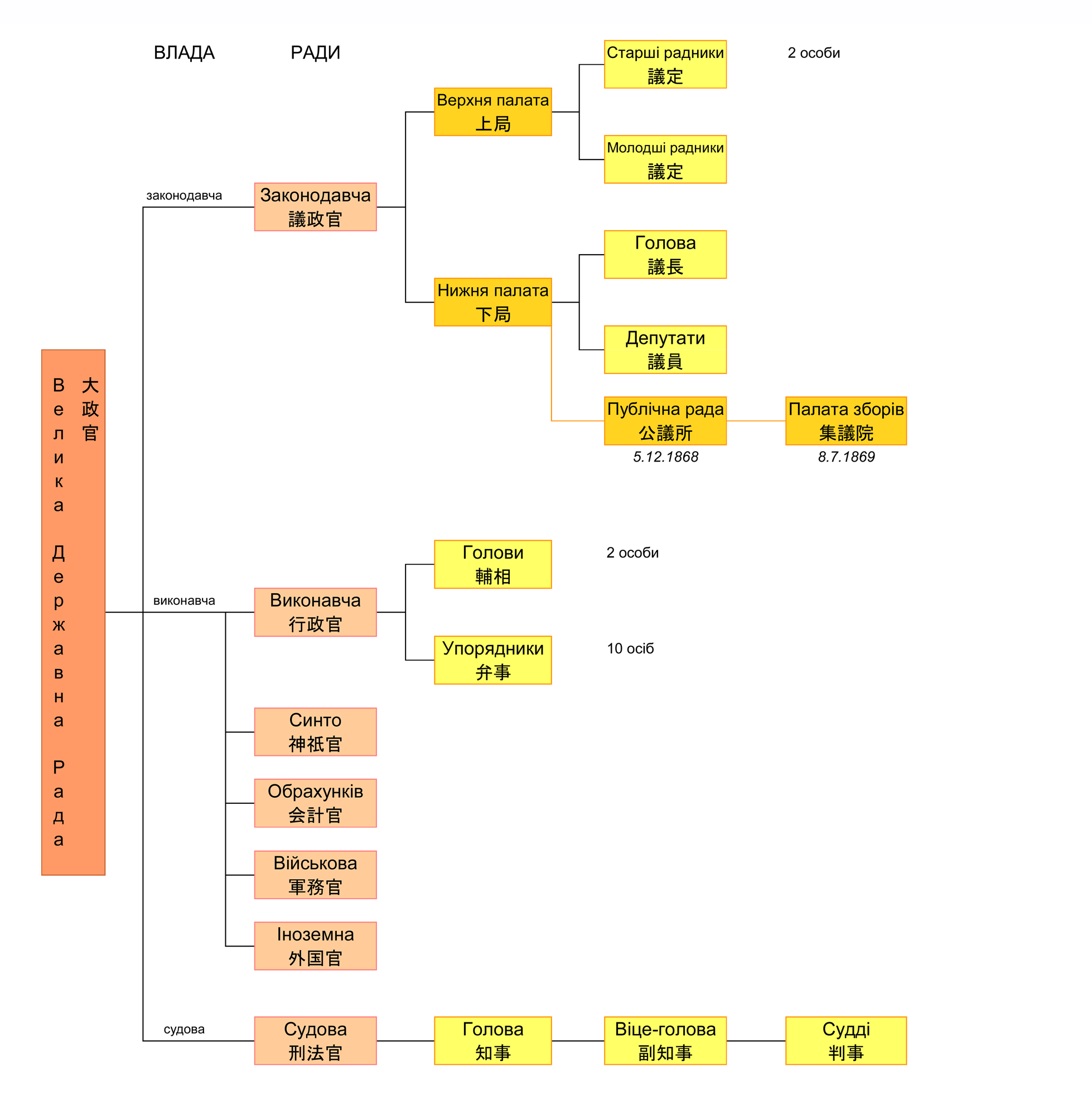
Центральноий уряд

Указ про форму державного правління упорядкували Соедзіма Танеомі, виходець з Саґа-хану, та Фукуока Такатікою, виходець з Тоса-хану. Для написання документу вони використовували Конституцію США, японський переклад «Короткого опису США» Ілії Брідгмана та «Рьоґіґе», середньовічні коментарі до японського права 8 століття.
Указ починався з П'ятистатейної присяги, яка перераховувала засадничі принципи реставрації Мейдзі (Стаття 1). Основний текст документу постановляв, що уся влада в країні належить Великій державній раді, що діяла від імені Імператора (Стаття 2). Декларувалося розділення влади на законодавчу, виконавчу і судову (Статті 2,3), а також принцип перевиборності урядовців на посади кожні 4 роки (Стаття 9).
Згідно з указом центральний уряд Японії отримував нову назву — Велика державна рада. Їй підпорядковувалися сім центральних відомств:
- Законодавча рада (議政官)
- Виконавча рада (行政官)
- Рада синто (神祇官)
- Рахункова рада (会計官)
- Військова рада (軍務官)
- Іноземна рада (外国官)
- Судова рада (刑法官).

Законодавчу владу представляла Законодавча рада. Вона поділялася на два відомства: Верхню і Нижню палати. Верхня палата була вищим органом. Вона складалася з молодших радників і очолювалася старшими радниками. Ця палата визначала форму державного правління, ухвалювала закони, міжнародні договори тощо. Нижня палата була праобразом майбутнього парламенту. Вона формувалася з депутатів, що представляли регіони, і очолювалася головою. Завданням цієї палати було обговорення проблем оподаткування, фінансів, війни тощо. На базі нижньої палати січні 1869 року виникла Публічна рада, яка в серпні того ж року була переформована у Палату зборів.
Судову владу уособлювала Судова рада. Її очолював голова, який мав під собою віце-голову і суддів.
Виконавчу владу представляли п'ять інших рад, серед яких центральною була Виконавча рада. Кожну раду очолювали два голови, які керували десятьма упорядниками. Головами Виконавчої Ради були аристократи Сандзьо Санетомі й Івакура Томомі, які одночасно обіймали посади старших радників у законодавчій раді. Рада синто опікувалася релігійними справами, Рада обрахунків виконувала функцію міністерства економіки та фінансів, Військова рада займалася підготуванням військової реформи, а Іноземна рада була аналогом міністерства закордонних справ.

Регіональні уряди

Регіональні уряди поділялися на три групи залежно від типу адміністративної одиниці. Цими одиницями були 10 головних і 23 звичайні префектури, які напряму залежали від центру, а також 277 автономних ханів. Префектури утворювалися на землях Імператорського дому та володіннях ліквідованого сьоґунату. Стратегічно важливі префектури отримали назву головних. Вони очолювалися головою, під командою якого служили інспектори, кастеляни та урядники. Інспектори й урядники контролювали населені пункти, а кастеляни — замки. Звичайні префектури так само очолювалися головами. Від них залежали повітові урядники та особливі намісники. На противагу префектурам, що були адміністративними одиницями нового зразка, автономні хани представляли релікт попереднього періоду Едо. Вони були спадковими володіннями великих самурайських родів, які мали власні не уніфіковані системи організації управління. Хани очолювалися володарями даймьо, васалами Імператора.
Окрім цього указ встановлював табель про ранги для урядовців, від першого до дев'ятого рангу (Стаття 13).
Незважаючи на декларацію розподілу влади, на практиці голови виконавчої влади поєднували функції голів влади законодавчої. Переобрання урядовців також було здійснене лише один раз в червні 1869 року.
Закон діяв до 15 серпня 1869 року.